# عبد الله بن الزبير
أمير المُؤمِنين وخليفةُ المُسْلِمين عبد الله بن الزبير بن العوام الأسدي القرشي (1 هـ - 73 هـ) هو صحابي من صغار الصحابة، وابن الصحابي الزبير بن العوام، وأمه أسماء بنت أبي بكر الصديق، وهو أول مولود للمسلمين في المدينة المنورة بعد هجرة النبي محمد ﷺ إليها، وفارس قريش في زمانه والمُكنّى بأبي بكر وأبي خبيب. كان عبد الله بن الزبير أحد الوجوه البارزة التي دافعت عن الخليفة الثالث عثمان بن عفان حين حاصره الثائرون أثناء فتنة مقتله، كما شارك في قيادة بعض معارك الفتوحات الإسلامية. رفض ابن الزبير مبايعة يزيد بن معاوية خليفة للمسلمين بعد وفاة معاوية بن أبي سفيان، فأخذه يزيد بالشدة، مما جعل ابن الزبير يعوذ بالبيت الحرام. ولم يمنع ذلك يزيد أن يرسل إليه جيشًا حاصره في مكة، ولم يرفع الحصار إلا بوفاة يزيد نفسه سنة 64 هـ. بوفاة يزيد، وبعد تنازل الخليفة معاوية بن يزيد عن الحكم أعلن ابن الزبير نفسه خليفة للمسلمين واتخذ من مكة عاصمة لحكمه، وبايعته الولايات كلها إلا بعض مناطق في الشام، والتي دعمت كبير بني أميه مروان بن الحكم الذي طرد من المدينة المنوره أثناء تمرد ابن الزبير في عهد يزيد.
وهو يعتبر الخليفة التاسع في دولة المسلمين، ولم تصمد فترة حكم ابن الزبير طويلاً بسبب الثورات الداخلية على حكمه وأبرزها ثورة المختار الثقفي في العراق، إضافة إلى اجتماع الأمويين حول مروان بن الحكم ومن بعده ولده عبد الملك في الشام، مما مكّنهم من استعادة باقي مناطق الشام ومصر ثم العراق والحجاز. انتهت دولة ابن الزبير بمقتله سنة 73 هـ، بعد أن حاصره الحجاج بن يوسف الثقفي في مكة، ولم تقم لسلالته بعد ذلك دولة كغيرهم من البيوت القرشية كالأمويين والعباسيين.

## نسبه ونشأته

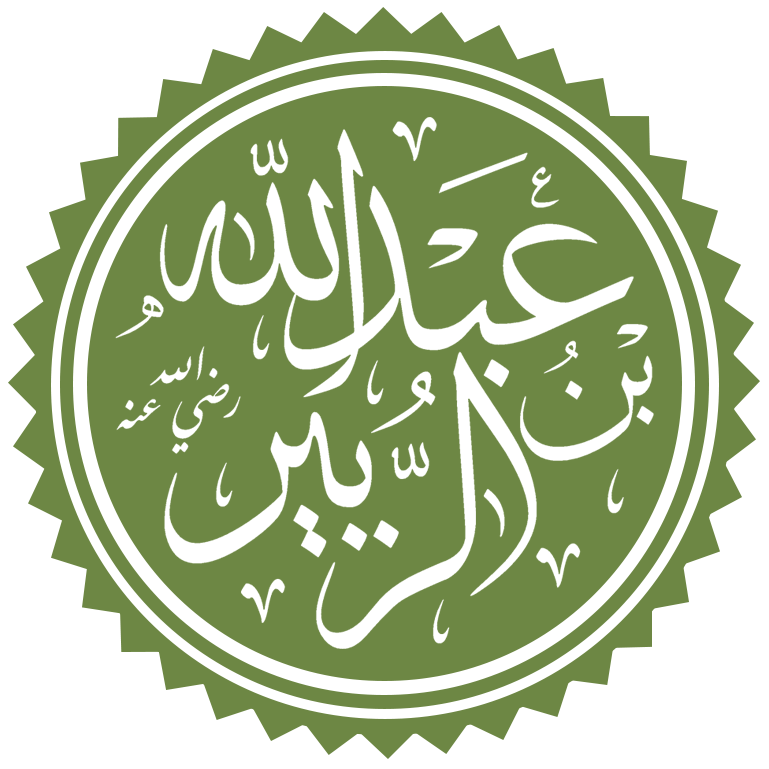
تخطيط لاسم الصحابي عبد الله بن الزبير.

ينتمي عبد الله بن الزبير إلى أسرة مكيّة من بني عبد العزى بن قصي، فأبوه الصحابي الزبير بن العوام بن خويلد بن أسد بن عبد العزى بن قصي ابن عمة النبي محمد صفية بنت عبد المطلب، وأم عبد الله أسماء بنت أبي بكر ابنة الخليفة الأول للمسلمين أبو بكر الصديق، وعمه السائب بن العوام وأخواله عبد الله وعبد الرحمن بني أبي بكر من أصحاب النبي محمد ﷺ. كما أن عمة أبيه خديجة بنت خويلد أولى زوجات النبي محمد ﷺ، وكذلك كانت خالته عائشة بنت أبي بكر ثالث زوجات النبي محمد ﷺ، وبه كانت تُكنّى.
ولد عبد الله بن الزبير في قباء في شوال سنة 1 هـ وقيل في سنة 2 هـ، وكانت أمه أسماء قد خرجت من مكة مهاجرة وهي مُتمّة حملها به. فكان عبد الله أول مولود للمهاجرين في المدينة، وقد استبشر المسلمون بمولده، حيث كانوا قد بقوا لفترة لا يولد لهم مولود حتى قيل إن يهود المدينة سحرتهم. ثم حملته أمه في خرقة إلى النبي محمد ﷺ، فحنّكه بتمرة وبارك عليه وسماه عبد الله باسم جده أبي بكر، وأمر أبا بكر أن يؤذن في أذنيه.
كان ابن الزبير مداومًا على التردد على بيت خالته عائشة في حياة النبي محمد ﷺ. وفي سن السابعة، أمره أبوه بمبايعة النبي محمد ﷺ، فتبسم النبي محمد ﷺ لذلك، ثم بايعه.

## مشاركاته الحربية
شهد عبد الله بن الزبير اليرموك وهو غلام حدث، لكنه لم يشارك في القتال لصغر سنه، وشارك في تطبيب الجرحى. وفي عهد عثمان بن عفان، شارك عبد الله في فتح إفريقية، حيث كان من المدد الذي أُمدّ به عبد الله بن سعد بن أبي السرح لقتال جرجير في سبيطلة، فكان لمشاركته أثر بالغ في ترجيح كفة المسلمين في المعركة، واستطاع في جماعة من الفرسان أن يخترق صفوف الرومان وقتل ابن الزبير قائدهم جرجير؛ فارتبك الروّمان وكانت الغلبة للمسلمين. ثم شارك ابن الزبير في تمام فتح إفريقية، وأرسله ابن سعد إلى عثمان يبشّره بفتح إفريقية.
ويوم حُوصر عثمان بن عفان في داره ممن ثاروا عليه، كان ابن الزبير ممن دافع عن عثمان وصدّ الثائرين عن داره، بل وألح على عثمان أن يسمح له بقتالهم، لكن عثمان رفض. فأصر ابن الزبير ومعه مروان بن الحكم على الدفاع عن عثمان، وأصيب إصابات بالغة وأُخرج يومها محمولاً من كثرة الإصابات. ولما قسّمت فتنة مقتل عثمان صفوف المسلمين، كان عبد الله في حزب أبيه وطلحة وعائشة، وشارك في موقعة الجمل وهو قائد للرجالة. تبارز يومئذ مع مالك بن الحارث الأشتر ولم يستطع عبد الله أن يهزمه، فاحتضنه وجعل يقول لأصحابه: المسجد الحرام«اقتلوني ومالكًا واقتلوا مالكًا معي.» فصارت مثلاً، ثم افترقا. جُرح ابن الزبير تسعة عشر جرحًا ووجدوه بين القتلى وقد كاد أن يهلك، فأعطت عائشة لمن بشَّرها بأنه لم يقتل عشرة آلاف درهم وسجدت لله شكرًا، لما له من مكانة في قلبها.
وبعد أن تولّى معاوية بن أبي سفيان الخلافة عام 41 هـ، آثر ابن الزبير حياة الجهاد، فشارك في فتوحات إفريقية تحت إمرة واليها معاوية بن حديج، فكان من قادته، فشارك في فتح بنزرت سنة 41 هـ، وبعثه ابن حديج إلى سوسة ففتحها. وفي عام 49 هـ، شارك عبد الله بن الزبير في جيش يزيد بن معاوية الذي حاصر القسطنطينية.

## خلافه مع يزيد بن معاوية
توفي معاوية بن أبي سفيان سنة 60 هـ، فبويع ابنه يزيد بالخلافة، وهو ما أباه الحسين بن علي وعبد الله بن الزبير. اهتم يزيد بأخذ البيعة منهما فكتب إلى عامله على المدينة المنورة «الوليد بن عتبة» كتابًا فيه: «أما بعد، فخذ حسينا وعبد الله بن عمر وعبد الله بن الزبير بالبيعة أخذًا شديدًا ليست فيه رخصة حتى يبايعوا، والسلام.» فأتى بهما الوليد وأمهلهما ليلةً لمبايعة يزيد، فلاذا بمكة لكيلا يُبايعا. ظل ابن الزبير بمكة حتى خرج الحسين إلى العراق رغم نُصح عبد الله بن العباس له بعدم التوجه للعراق، وما تبع ذلك من أحداث انتهت بمقتل الحسين في وقعة الطفّ سنة 61هـ، مما أغضب جموع المسلمين على يزيد لمقتل ابن بنت رسول الله على أيدي جيوشه. وبعد مقتل الحسين، صار شاغل يزيد أخذ بيعة ابن الزبير، خاصةً لما كان لابن الزبير من دور في تأليب المسلمين على بني أمية، وبلغ يزيد ذلك، فغضب وأقسم أن يُؤتى بابن الزبير مُسلسلاً. وجد معاوية بن يزيد و‌عبد الله بن جعفر أن أمرًا كهذا لن يقبل به ابن الزبير، وأشارا بأن يرسل إليه برجال من الأشراف فيهم الحصين بن نمير السكوني و‌مسلم بن عقبة المري و‌زفر بن الحارث الكلابي و‌روح بن زنباع الجذامي و‌الضحاك بن قيس، ومعهم سلسلة من فضة وحبل من ذهب وثوب من حرير ليرتديه ليُخفي القيد، لعله يخضع ويبرّ بقسم يزيد، فغضب ابن الزبير وأصر على إباءه، وعاذ بالبيت الحرام، فسُمّي عائذ البيت.
أثار ذلك حنق يزيد، خاصة وأن أُناسًا من أهل مكة اجتمعوا حول ابن الزبير وأيدوه، منهم المسور بن مخرمة و‌مصعب بن عبد الرحمن بن عوف وجبير بن شيبة و‌عبد الله بن صفوان بن أمية، حتى أنه في موسم حج سنة 61 هـ لم يُصلّ ابن الزبير بصلاة عمرو بن سعيد بن العاص والي يزيد على المدينة، ولا يُفض بإفاضته، بل ومنع ابن الزبير الحارث بن خالد المخزومي نائب عمرو بن سعيد على مكة من إمامة أهل مكة في الصلاة. فكتب يزيد إلى عمرو الأشدق أن يوجّه إليه جندًا، فوجّه الأشدق قائد شرطته عمرو بن الزبير لقتال أخيه في ألف رجل، إلا أنه انهزم أمام جيش اجتمع لابن الزبير، وأُسر عمرو بن الزبير، فأقامه عبد الله بن الزبير أمام الناس ليقتصّوا منه لمظالم كان قد ظلم أناسًا فيها وهو قائد لشرطة المدينة، فاقتصّ الناس منه كلٌ بمثل ما ظُلم، فمات عمرو من أثر الضرب، وأمر به عبد الله فصُلب. حدث بعد ذلك سنة 63 هـ أن خرج أهل المدينة على يزيد، وطردوا عامله، فوجّه إليهم جيشًا بقيادة مسلم بن عقبة المُرّي هزم أهل المدينة واستباح حُرماتها ثلاثة أيام بعد وقعة الحرة. ثم أمره يزيد أن يتوجّه لقتال ابن الزبير في مكة، فمات مسلم قبل أن يصل وخلفه الحصين بن نُمير السكوني على الجيش، فبلغ الجيش مكة في 26 محرم سنة 64 هـ، وحاصروا ابن الزبير 64 يومًا ونصبوا المنجنيق واحترقت الكعبة، فمني جيش ابن الزبير بخسائر كبيرة وفقد الكثير من مؤيديه كأخويه المنذر وأبي بكر وابن أخيه عمر بن عروة ومصعب بن عبد الرحمن بن عوف والمسور بن مخرمة وفي أول ربيع الآخر سنة 64 هـ، جاء نعي يزيد، فبعث الحصين لابن الزبير أن يلتقيه في ليلته، ففاوضه في الخلافة وأن ينضم الحصين بمن معه من جند الشام إلى صفوفه، ويخرجوا للشام فلا يخالفهم أحد، إلا أن ابن الزبير رفض لما في رقاب هذه الجند من دماء أهل الحرة، ثم أرسل ابن الزبير للحصين يبلغه بأنه لن يسير إلى الشام، ودعاه لأن يبايع له في الشام، فنبهه الحصين بأن العديد من الأمويين قد يطالبون بالخلافة في الشام وسيجدوا من يجيبهم.

## خلافته

### مبايعته
بوفاة يزيد بن معاوية سنة 64 هـ، وانسحاب جيش الحصين من حصاره لابن الزبير في مكة، دعا عبد الله بن الزبير إلى نفسه، فبايعه أهل الحجاز ما عدا بعض الشخصيات الهامة مثل ابن عمر وابن الحنفية وابن عباس، كما دعا له النعمان بن بشير بحمص، وزفر بن الحارث الكلابي بقنسرين والضحاك بن قيس بدمشق، وأتته بيعة الكوفة والبصرة وخراسان واليمن ومعظم الشام. فبعث ابن الزبير عماله، فولّى أخاه مصعبا المدينة، والحارث بن عبد الله بن أبي ربيعة البصرة، وعبد الله بن مطيع الكوفة، وعبد الرحمن بن عتبة بن جحدم الفهري مصر، والضحاك بن قيس الشام، كما بعث ولاة لليمن وخراسان. ونظرًا لاجتماع معظم الأمصار على بيعته ما عدا أجزاء من الشام، فقد عدّه مالك وابن عبد البر وابن حزم وابن كثير والذهبي الخليفة الشرعي للمسلمين بعد وفاة يزيد. وبالرغم من مشاركة الخوارج لابن الزبير في الدفاع عن مكة حين حُصر، إلا أنهم خالفوه حين بويع لإثنائه على عثمان بن عفان، وهو ما يخالف معتقداتهم، فقصدوا العراق وخراسان. فوّض ابن الزبير المهلب بن أبي صفرة لقتالهم، فهزمهم المهلب وقتل زعيمهم نافع بن الأزرق.

### الأوضاع في الشام
حين توفي يزيد في إحدى قرى حمص، بايع أهل دمشق لولده معاوية بن يزيد وكان يومها شابًا في العشرين من عمره، غير أن معاوية هذا كان زاهدًا في الأمر، فتنازل عن الخلافة بعد عشرين يومًا وقيل ثلاثة أشهر من مبايعته، دون أن يستخلف أحدًا، ومات بعدها بأيام. بوفاة ابن يزيد، اضطربت الأمور في الشام، وانقسم أهلها فرأى فريق على رأسهم الضحاك بن قيس مبايعة ابن الزبير، بينما رأى فريق آخر يرأسهم حسان بن مالك بن بحدل الكلبي زعيم القبائل اليمنية موالاة بني أمية، وطال الخلاف بين هذا الفريق لأشهر، حتى اتفقوا على الاجتماع للتشاور. كان خلاف أنصار الأمويين يرتكز حول من الأجدر من أعلام بني أمية لتولي الخلافة، فذهب البعض إلى خالد بن يزيد بن معاوية رغم كونه حدثًا في تلك الفترة، ومال البعض لاختيار مروان بن الحكم، إلا أن الاجتماع الذي تم بالجابية رجّح كفة مروان لكبر سنه ومن بعده خالد بن يزيد ومن بعده عمرو بن سعيد الأشدق.
على الجانب الآخر، كان الضحاك بن قيس والقبائل القيسية قد بايعوا لابن الزبير في دمشق ومعهم النعمان بن بشير الأنصاري وأهل حمص، وزفر بن الحارث الكلابي وأهل قنسرين وساروا لأخذ بيعة الأمويين عنوة، فالتقى الفريقان في نهاية سنة 64 هـ في مرج راهط وانتهت تلك المعركة بمقتل الضحاك وهزيمة القيسيين، فتوطدت أمور الأمويين في الشام، وسرعان ما استعادوا قنسرين وفلسطين وحمص. ثم دعا مروان شيعة بني أمية بمصر سرًا وسار إليها بجيشه وهزم ابن جحدم الفهري والي ابن الزبير على مصر، ونجح في ضم مصر في جمادى الآخرة سنة 65هـ وعيّن ابنه عبد العزيز واليًا عليها.
وبعد مرج راهط، عقد مروان البيعة لولديه من بعده عبد الملك ثم عبد العزيز، بعد أن استمال الكلبيين بزواجه من أرملة يزيد بن معاوية وأم ولي عهده خالد بن يزيد، ولم يمض وقت طويل بعد ذلك، إلا وقد وافت مروان منيّته في رمضان سنة 65 هـ، ليخلفه بذلك ولده عبد الملك.
أثار ذلك حنق عمرو بن سعيد الأشدق الذي كان وليًا ثانيًا لعهد مروان وفق ما تم الاتفاق عليه في الجابية، فكانت بيعة عبد الملك بذلك تجاوزًا عن حق الأشدق في الخلافة. إلا أن عَمرًا تجاوز عن ذلك حينًا، حتى تمكن من الانقلاب على عبد الملك في دمشق مستغلاً خروج عبد الملك لقتال زفر بن الحارث الكلابي عامل ابن الزبير في قرقيسيا. فعاد عبد الملك لفوره إلى دمشق وحاصرها فترة ولم يتمكن من فتحها لحصانتها، فآثر مهادنة الأشدق، وتصالحا على أن تكون الخلافة للأشدق من بعد عبد الملك، وتكون له الشورى والإشراف على بيت مال، ولم تمر أربعة أيام إلا وقد غدر عبد الملك بعمرو وقتله.

### الأوضاع في العراق
بعد وفاة يزيد والاضطراب الذي ساد البلاد، تواصل فئة من أهل العراق يُريدون الثأر للحسين ندمًا على ما كان من أهل العراق من تقاعس عن نصرة الحسين حين لجأ إلى بلادهم. فاجتمع منهم جيش في ربيع الأول سنة 65هـ، وساروا إلى قبر الحسين ليبكوه ويترحموا عليه، وساروا إلى الشام في حملة بقيادة الصحابي سليمان بن صرد الخزاعي عُرفت بجيش التوّابين لقتال عبيد الله بن زياد الذي أمر بقتل الحسين، فالتقوا جيشًا أمويًا في عين الوردة، وانهزم التوابون هزيمة ساحقة لقلة عددهم، وقُتل عدد من قادتهم وتمكن رفاعة بن شداد البُجليّ من الانسحاب بمن بقي منهم إلى الكوفة.
في تلك الأثناء، لمع نجم المختار بن أبي عبيد الثقفي أحد سادة ثقيف الذي حاول استثمار الظروف المضطربة التي تمر بها دولة الخلافة، فحاول الاتصال بعبد الله بن الزبير والانضمام إليه على أن يستشيره في أموره ويستعين به في قضاء أعماله، وهو ما لم يستسغه ابن الزبير فانصرف المختار إلى الكوفة، وطالب بدم الحسين زاعمًا أنه مُفوّض بذلك من قبل ابن الحنفية، وهو ما نفاه ابن الحنفية نفسه. قويت شوكة المختار بانضمام إبراهيم بن الأشتر النخعي إلى جواره، فثار على عبد الله بن مطيع والي ابن الزبير على الكوفة، وأخرجه منها. بعدئذ، تتبع المختار من كان من قتلة الحسين في الكوفة فقتلهم، ثم أرسل في محرم سنة 67 هـ جيشًا بقيادة إبراهيم بن الأشتر لقتال عبيد الله بن زياد، فالتقيا عند نهر الخازر قرب الموصل، وهزم جيش ابن الأشتر جيش ابن زياد، وقُتل عبيد الله بن زياد والحصين بن نمير في تلك المعركة، فتعاظم أمر المختار وأعدّ للسير إلى البصرة. كان مصعب بن الزبير واليًا لأخيه على البصرة، وحين نما إلى علمه عزم المختار على قتاله، فبادر بالخروج إليه وحاصره بالكوفة حتى تمكن من المختار وقتله.

### الصدام مع الأمويين

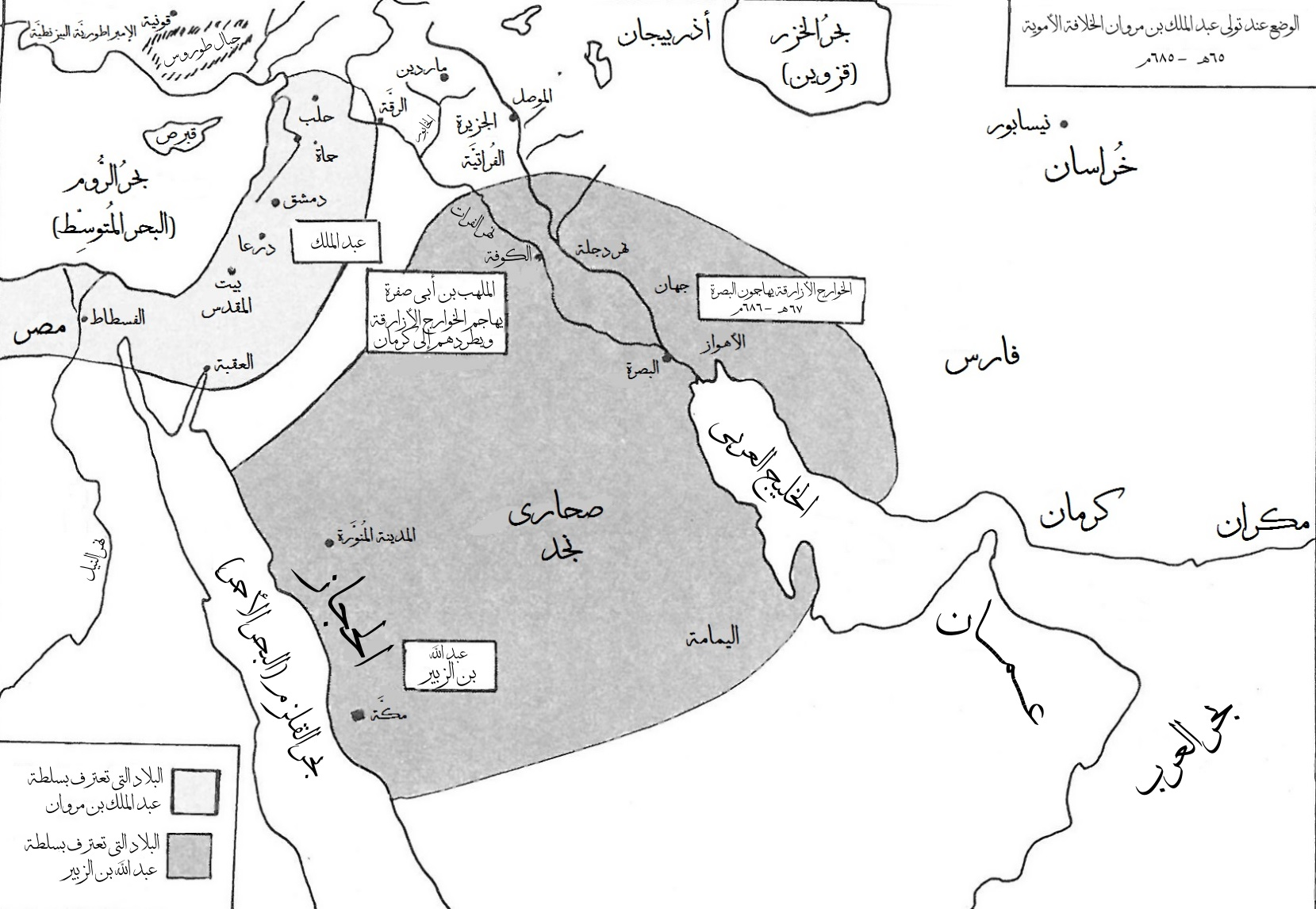
خارطة تُبيِّن البلاد التي اعترفت بِسُلطة عبد الملك بن مروان وتلك التي اعترفت بِسُلطة عبد الله بن الزُبير.

بعد أن خلُصت الشام للأمويين، انحصر الصراع بين ابن الزبير والأمويين في جبهتين: العراق والحجاز. ففي جبهة العراق، وبعد أن استقرت الأمور في الشام لصالح الأمويين، قرر عبد الملك السير إلى العراق سنة 71 هـ لقتال مصعب بن الزبير، ولكنه عطف أولاً على قرقيسيا لاستئصال من بقي من أنصار ابن الزبير، فحاصر عبد الملك زفر بن الحارث الكلابي والقيسيين في قرقيسيا فترة، لكنهم صمدوا واستبسلوا أمامه، فسالمهم عبد الملك ودعاهم إلى طاعته، فقبل زفر المسالمة ولكنه اشترط عليه في أن يترك لهم الخيار في من يبايعون، فقبل عبد الملك، وسار إلى العراق لقتال مصعب. كاتب عبد الملك زعماء أهل العراق وهو في طريقه لقتال مصعب يدعوهم إلى نفسه ويُمنّيهم بالوعود، كذا كاتبه بعض أهل العراق يدعونه إليهم ويناصرونه. بل ودعا عبد الملك مصعبًا نفسه أن يعتزل الأمر ويُخلّي بينه وبين أخيه عبد الله بن الزبير، لما كان بين عبد الملك ومصعب من صداقة قديمة، إلا أن مصعبًا أبى. اشتبك الفريقان في جمادى الآخرة سنة 72هـ عند دير الجاثليق وسرعان ما انخذل جانب من أهل العراق عن جيش مصعب لتكون الغلبة لجيش عبد الملك، وانتهت المعركة بمقتل مصعب وسيطرة عبد الملك على العراق. وبسقوط الشام ومصر والعراق انحصر ملك ابن الزبير في الحجاز.
أما عن جبهة الحجاز، فبدأ فيها الصراع سنة 65 هـ، حيث بعث إليها مروان بن الحكم قبل وفاته بعثًا بقيادة حبيش بن دلجة القيني نزل المدينة، ففرّ منها عامل ابن الزبير. فأرسل ابن الزبير إلى الحارث بن عبد الله بن أبي ربيعة واليه على البصرة يستمدّه، فأرسل جيشًا بقيادة الحنتف بن السجف التميمي، وأرسل عبد الله بن الزبير جيشًا آخر بقيادة عباس بن سهل الأنصاري، فقضيا على جيش حبيش في الربذة. وفي سنة 71 هـ وبعد سقوط العراق في قبضة الأمويين، أعاد عبد الملك المحاولة فأرسل حملة أخرى بقيادة طارق بن عمرو مولى عثمان بن عفان استطاعت السيطرة على المدينة بعد أن فرّ منها طلحة بن عبد الله بن عوف عامل ابن الزبير، وأقام فيها ينتظر ما يأمره به عبد الملك.

### مقتل ابن الزبير
بعد أن استولى الأمويون على المدينة، وجد ابن مروان أن الفرصة قد سنحت للإجهاز على ابن الزبير، فأرسل له جيشًا ضخما بقيادة الحجاج بن يوسف الثقفي، فنزل الطائف وجعل يبعث السرايا إلى عرفة، فتقتتل مع سرايا ابن الزبير وتهزمها. ثم أرسل الحجاج يطلب المدد، ويستأذن عبد الملك في دخول مكة لمحاصرة ابن الزبير، فكتب عبد الملك لطارق بن عمرو في المدينة أن يلحق بالحجاج، فلحق طارق بالحجاج في ذي الحجة سنة 72 هـ. فنصب الحجاج المنجنيق على جبل أبي قبيس وشدّد الحصار على مكة، حتى أصابت الناس مجاعة شديدة اضطر فيها ابن الزبير لذبح فرسه ليطعم أصحابه، فتخاذل عن ابن الزبير معظم أصحابه حتى ولداه حمزة وخبيب، وأمّنهم الحجاج على أنفسهم.
ومع اشتداد الحصار على ابن الزبير، دخل عبد الله على أمه أسماء يشكو لها تخاذل الناس عنه، فقالت: «أنت والله يا بني أعلم بنفسك، إن كنت تعلم أنك على حق وإليه تدعو فامض له، فقد قتل عليه أصحابك، ولا تمكن من رقبتك يتلعب بها غلمان أمية، وإن كنت إنما أردت الدنيا فبئس العبد أنت! أهلكت نفسك، وأهلكت من قتل معك، وإن قلت: كنت على حق فلما وهن أصحابي ضعفت، فهذا ليس فعل الأحرار ولا أهل الدين، وكم خلودك في الدنيا! القتل أحسن.» فقبّل رأسها، وسألها الدعاء له، وانصرف عازمًا على مواصلة القتال. ولم تمض أيام حتى هجم الجيش على مكة حتى قتل الكثيرون من أهل مكة وأصحاب ابن الزبير، فقاتل قتالاً شديدًا حتى قتل وقتل معه عبد الله بن مطيع العدوي وعبد الله بن صفوان الجمحي وهو متعلق بأستار الكعبة، وكان ذلك في يوم الثلاثاء 17 جمادى الآخرة سنة 73 هـ، بعد أن حُوصر في مكة لأكثر من ثمانية أشهر.
حُزّ رأس ابن الزبير، وأُرسِل إلى عبد الملك بن مروان، وصلب الحجاج بدنه مُنكّسًا عند الحجون بمكة، فما زال مصلوبًا حتى مر به عبد الله بن عمر فقال: «رحمة الله عليك يا أبا خبيب، أما والله لقد كنت صوّامًا قوّامًا»، ثم بعث للحجاج قائلاً: «أما آن لهذا الراكب أن ينزل؟»، فأُنزل ودُفن هناك، بعد أن صلى عليه أخوه عروة، وأمه يؤمئذ حَيّة، ثم توفيت بعد ذلك بأشهر بالمدينة.

## بناؤه للكعبة
لعل أهم عمل ذكره التاريخ لابن الزبير، هدمه للكعبة سنة 64 هـ بعد أن لحقها الحريق والضرر من آثار قصفها بمنجنيق الحصين بن نمير السكوني حين عاذ ابن الزبير بها في آخر خلافة يزيد بن معاوية. وكان عبد الله بن الزبير قد شاور الناس في هدمها، فأشار عليه جابر بن عبد الله وعبيد بن عمير بذلك، فيما تخوّف ابن عباس من تهاون الناس بحرمة الكعبة إن تكرر هدمها من وقت لآخر. وبعد المشاورة، أقام ابن الزبير ثلاثة أيام يستخير، وهمّ في الرابع على هدمها على ذلك وبدأ الركن حتى وصل إلى أساسها، ثم بنى البيت وأدخل الحجر فيه لحديث عائشة: «قال لي رسول الله ﷺ لولا حداثة عهد قومك بالكفر لنقضت الكعبة ثم لبنيتها على أس إبراهيم، فإن قريشًا حين بنت استقصرت، ثم جعلت لها خلفًا»، وجعل للكعبة بابين باب يدخل منه وباب يخرج منه، ووضع الحجر الأسود بيده، وشده بفضة لأنه كان قد تصدع، وجعل طول الكعبة 27 ذراعًا بعد أن كانت 17 ذراعا، كما زاد في وسعها 10 أذرع، ولطخ جدرانها بالمسك، وسترها بديباج. غير أن بناءه لم يدم طويلاً، حيث رد الحجاج بن يوسف سنة 73 هـ بناء الكعبة إلى ما كانت عليه بأمر من عبد الملك بن مروان، ولم يكن بلغه حديث عائشة، فلما بلغه الحديث بعد ذلك قال: «وددنا أنا تركناه وما تولى من ذلك.»

## مكانته الدينية وعبادته
عرف ابن الزبير بأنه واسع المعرفة بالقرآن والسنة، وكان كثير العبادة، إذا قام إلى الصلاة انقطع عن الدنيا ونسى مشاغلها، فقد ذكر ابن كثير في ترجمته لابن الزبير أن ابن الزبير كان يومًا يصلي فسقطت حية من السقف فطوقت بطن ابنه هاشم فصرخ النسوة وانزعج أهل المنزل واجتمعوا على قتل تلك الحية، فقتلوها وسلم ابنه، فعلوا هذا كله وابن الزبير في الصلاة لم يلتفت ولا دري بما جرى حتى سلّم. كما كان عمرو بن دينار يقول: «ما رأيت مصليًا قط أحسن صلاة من عبد الله بن الزبير.»، وقال ابن أبي مليكة: «ما رأيت مناجيًا ولا مصليًا مثله.»، وقال ثابت البناني: «كنت أمر بابن الزبير، وهو خلف المقام يصلي، كأنه خشبة منصوبة لا تتحرك.» وقال عثمان بن طلحة: «كان ابن الزبير لا ينازع في ثلاثة: شجاعة، ولا عبادة، ولا بلاغة.» وقال مجاهد: «ما كان باب من العبادة إلا تكلفه ابن الزبير، ولقد جاء سيل بالبيت، فرأيت ابن الزبير يطوف سباحة.» ولم يكن أحد أعلم بمناسك الحج من ابن الزبير في زمانه. وقال عنه ابن عباس: «كان قارئًا لكتاب الله متبعًا لسنة رسول الله ﷺ قانتًا لله صائمًا في الهواجر من مخافة الله، ابن حواري رسول الله، وأمه بنت الصديق، وخالته عائشة حبيبة حبيب الله، زوجة رسول الله ﷺ فلا يجهل حقه إلا من أعمى الله بصيرته.» وقال عبد الرحمن بن زيد بن أسلم: «لما مات العبادلة عبد الله بن عباس، وعبد الله بن الزبير، وعبد الله بن عمرو بن العاص صار الفقه في جميع البلدان إلى الموالي.» وقال هشام بن عروة: «أقام عبد الله بن الزبير بمكة تسع سنين، يهل بالحج لهلال ذي الحجة.»
وكان ابن الزبير ممن أمرهم عثمان بن عفان بنسخ المصاحف. وقد روى ابن الزبير 33 حديثًا أحدهم متفق عليه، وانفرد البخاري بستة أحاديث، ومسلم بحديثين. كانت روايته عن أبيه وأمه وجده لأمه وخالته عائشة وعن عمر وعثمان وسفيان بن أبي زهير الأزدي وغيرهم. وروى عنه أخوه عروة وابناه عامر وعباد وابنا أخيه محمد وهشام ابنا عروة، وعبيدة بن عمرو السلماني وطاووس بن كيسان وعطاء بن أبي رباح وابن أبي مليكة وعمرو بن دينار وثابت البناني وأبو الزبير المكي وأبو إسحاق السبيعي ووهب بن كيسان وسعيد بن ميناء وحفيداه مصعب بن ثابت ويحيى بن عباد وابنة أخيه فاطمة بنت المنذر بن الزبير وأبو ذُبيان خليفة بن كعب، وسماك بن حرب وغيرهم.

## صفته وشخصيته

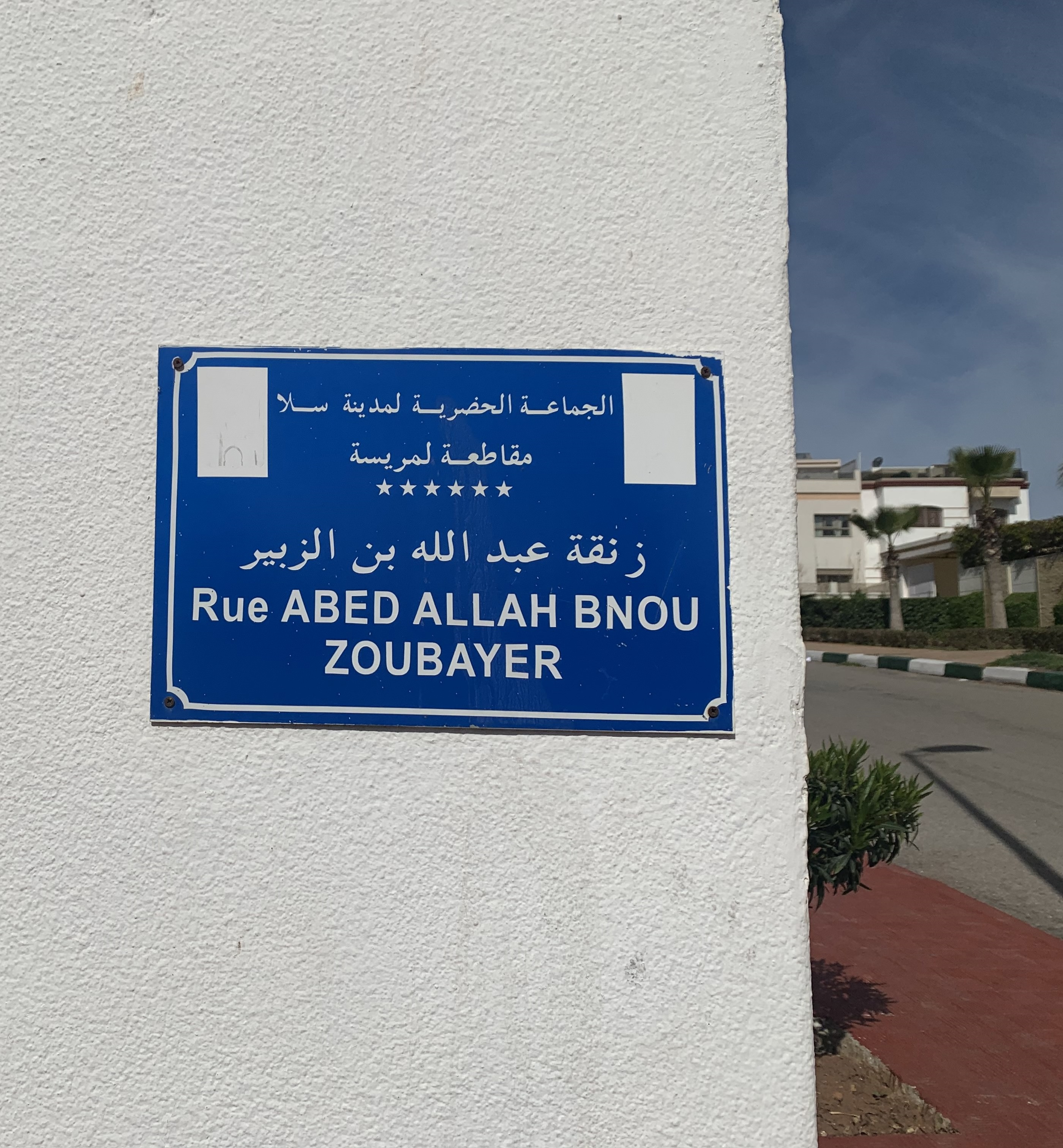
شارع باسم عبد الله بن الزبير بمدينة سلا المغربية.

وصف ابن كثير عبد الله بن الزبير في كتابه البداية والنهاية، فقال: «كان آدم نحيفًا ليس بالطويل، وكان بين عينيه أثر السجود، كثير العبادة، مجتهدًا شهمًا فصيحًا، صوّامًا قوّامًا، شديد البأس، ذا أنفة، له نفس شريفة وهمّة عالية، وكان خفيف اللحية ليس في وجهه من الشعر إلا قليل، وكانت له جُمة، وكانت له لحية صفراء... وكان عالمًا عابدًا مهيبًا وقورًا، كثير الصيام والصّلاة شديد الخشوع قويَّ السياسة»، وقد عُرف عبد الله بن الزبير بشجاعته منذ صغره، فقد أشار أناس على النبي محمد في أبناء بعض المهاجرين والأنصار، فقالوا له: «لو بايعتهم فتصيبهم برَكَتك، ويكون لهم ذكر»، فأتوا بهم وفيهم عبد الله بن جعفر وعبد الله بن الزبير وعمرو بن أبي سلمة، فتراجعوا واقتحم ابن الزبير، فتبسم النبي وقال: « إنه ابن أبيه». كما رُوي أن ابن الزبير كان يلعب مع الصبيان، فمرّ عُمر بن الخطاب وهو يومئذ الخليفة، ففروا، ووقف ابن الزبير فقال له عمر: «مالك لم تفر معهم؟»، فقال: «لم أجرم فأخافك، ولم تكن الطريق ضيقة فأوسع لك.» كما كانت له وقائع كثيرة في المعارك جعلت له شُهرة حتى أصبحت شجاعة ابن الزبير مضرب الأمثال. وعُرف عنه أيضًا فصاحته وخطابته، حتى عدّه سعيد بن المسيب أحد خطباء قريش في الإسلام حين قال: «خطباء قريش في الإسلام: معاوية وابنه، وسعيد وابنه، وعبد الله بن الزبير.»
كان ابن الزبير شديدًا في سياساته الماليّة، فكان لا ينفق المال إلا في وجوهه الشرعية، مما دفع بعض المؤرخين لوصفه بالبخل مدفوعين بكثرة تعنيف ابن عباس لابن الزبير بالبخل ولمقارنتهم لسياسته المالية بسياسة معاصريه من الأمويين من الإنفاق لكسب الأنصار والمؤيدين والشعراء، وهو ما يتعارض مع شهادة معاوية بن أبي سفيان في ابن الزبير حين سمع معاوية رجلاً يُنشد:
فقال: «ذاك عبد الله بن الزبير.» وكان من أبرز مظاهر شدته تلك سجنه لابنه حمزة بعد أن عزله عن العراق، وسؤاله له عن أموال أخبره بأنه وزعها على قومه فوصلهم به، فقال له ابن الزبير: «مال ليس لك ولا لأبيك.»، ثم سجنه.

## أسرته
تزوج عبد الله بن الزبير من تماضر بنت منظور بن زبان بن سيار الفزارية، فولدت له خُبيب وهو أكبر ولده وحمزة وعباد وثابت بن عبد الله بن الزبير، ثم تزوج من أختها أم هاشم زُجْلَة بنت منظور فولدت له هاشم وقيس وعروة والزبير. كما تزوج حنتمة بنت عبد الرحمن بن الحارث بن هشام بن المغيرة المخزومية فولدت له عامر وموسى، ومن بعدها أختها ريطة أو جثيمة بنت عبد الرحمن فأنجبت له أبا بكر وأم حكيم وفاطمة وفاختة. وتزوج أيضًا من عائشة بنت عثمان بن عفان، فولدت له بكرًا ورقية، ومن أم الحسن نفيسة بنت الحسن بن علي أنجب ابنته أم الحسن. ولابن الزبير عبد الله، ومصعب أمهما أم ولد.
وقد انقطع عقب عدد من أبنائه كهاشم وقيس وعروة والزبير والأخيران قُتلا مع أبيهما حين حُوصر بمكة، وخُبيب الذي كتب الوليد بن عبد الملك إلى واليه على المدينة عمر بن عبد العزيز يأمره بجلده مئة سوط وبحبسه، فمات من أثر الجلد دون أن يُعقّب. وقد آلت إلى ذريته سقاية زمزم نيابة عن العباسيين في زمنهم، واستمرت فيهم إلى اليوم.

## وصلات خارجية
- قصة الإسلام: عبد الله بن الزبير.
- قصة مقتل عبد الله بن الزبير من موقع نداء الإيمان. نسخة محفوظة 11 مايو 2019 على موقع واي باك مشين.

| عبد الله بن الزبير ولد: مايو 624 توفي: نوفمبر 692 |                                       |                         |
| سبقه يزيد بن معاوية                               | أمير المُؤمنين نوفمبر 683 – نوفمبر 692 | تبعه عبد الملك بن مروان |